# Iżora
Iżora (ros. Ижора, fiń. Inkereenjoki) – rzeka w europejskiej części Rosji, lewy dopływ Newy. Długość rzeki wynosi 76 km, a powierzchnia zlewni 1000 km².
Źródła rzeki znajdują się w pobliżu miejscowości Skworicy, na północny zachód od Gatczyny. Płynie przez rejon gatczyński i tosnieński obwodu leningradzkiego, a następnie w granicach Petersburga przez rejony kołpiński i puszkiński. Uchodzi do Newy w miejscowości Ust´-Iżora. Inne miejscowości leżące nad Iżorą to Kołpino oraz Kommunar.
W XI i XII wieku grupa Karelów powędrowała na ziemie na południe wzdłuż Iżory, tworząc z czasem odrębny lud, który od nazwy rzeki nazwano Iżorami. W 1240 roku przy ujściu Iżory do Newy rozegrała się bitwa nad Newą, w której wojska Aleksandra Newskiego pokonały armię szwedzką.
Iżora posiada około 200 dopływów, z których 9 ma długość większą niż 10 km.